# Pechbrunn
Pechbrunn ist eine Gemeinde im Oberpfälzer Landkreis Tirschenreuth. Die Gemeinde ist Mitglied der Verwaltungsgemeinschaft Mitterteich.

## Geographie

### Geographische Lage
Die Gemeinde liegt am Nordausläufer des Naturparks Steinwald, umgeben von Basaltkuppen, etwa mittig zwischen Marktredwitz und Mitterteich. Die nahe beieinanderliegenden Dörfer Groschlattengrün und Pechbrunn befinden sich auf freier Flur, der Rest des Gemeindegebietes ist größtenteils bewaldet.
Der sagenumwobene Große Teichelberg (685 m ü. NHN) mit Waldbeständen und seltener gewordener Flora wie Waldmeister und Maiglöckchen und Fundplätzen für Mineralien bietet einen Blick über die beiden Ortsteile Pechbrunn und Groschlattengrün, deren geschichtliche Spuren als Pechofen und Brunnen bis in die Mitte des 13. Jahrhunderts im Nordgau (Bayern) reichen. Die umgebende Landschaft gehörte mit Unterbrechungen seit Mitte des 13. Jahrhunderts bis 1803 mit einem Ministerialensitz in dem heutigen Weiler Schlößl zur ausgedehnten Grundherrschaft des nahe gelegenen Klosters Waldsassen; die untertänigen Bewohner teilten dessen historisches Schicksal mit Verwüstungen und Konfessionswechseln.

### Gemeindegliederung
Es gibt vier Gemeindeteile (in Klammern ist der Ortstyp angegeben):
- Groschlattengrün (Kirchdorf)
- Ochsentränk (Einöde)
- Pechbrunn (Pfarrdorf)
- Teichlberg (Einöde)

Der Weiler Schlößl ist kein amtlich benannter Gemeindeteil. Er wird Groschlattengrün zugerechnet.
Es gibt die Gemarkungen Groschlattengrün und Pechbrunn (nur Gemarkungsteil 2).

## Geschichte

### Anfänge
Erste Siedler ließen sich im 12. Jahrhundert beim Pechofen und beim Brunnen im Walde nieder. 1237 erhielt Heinrich von Liebenstein das Gebiet um den Teichelberg mit der Ansiedlung Grün, 1289 verkaufte er mehrere Ansiedlungen an das Kloster Waldsassen. Um 1320 wurde die Ortschaft Pechbrunn gegründet, sie hatte anfangs 97 Einwohner und 13 Häuser.
Groschlattengrün wurde im 14. Jahrhundert erstmals erwähnt. Zunächst zur Burggrafschaft Nürnberg gehörend kam der Ort für vier Jahrhunderte zum Fürstentum Bayreuth.

### 16. bis 18. Jahrhundert
Im 16. Jahrhundert wurden in einem Saalbuch des Klosters Waldsassen in Pechbrunn sechs Familien erwähnt. Groschlattengrün, das in den Besitz eines mit niederer Gerichtsbarkeit ausgestatteten Grundherren kam, bildete im Stiftland eine Enklave.
Von 1556 bis 1628 waren Pechbrunn und Schlössl für drei Generationen evangelisch bzw. reformiert, als sich 1556 der pfälzische Kurfürst Ottheinrich der Reformation angeschlossen und sein Fürstentum Kurpfalz das lutherische Glaubensbekenntnis auf Grund des Augsburger Reichs- und Religionsfriedens aus dem Jahr 1555 angenommen hatte. Im Jahr 1628 wurden Pechbrunn und die Nachbarorte durch die Rekatholisierung während des Dreißigjährigen Krieges (1618–1648) wieder römisch-katholisch. Die Grundherrschaft des Klosters Waldsassen kam durch Teilverkäufe während der Säkularisation an neue Eigentümer. Markgraf Georg der Fromme führte 1528 im Fürstentum Bayreuth die Reformation ein. Groschlattengrün, das zu seinem Territorium gehörte, blieb protestantisch.
Nach dem Ende des Dreißigjährigen Krieges gehörte das Dorf Pechbrunn in der Gemeinde Konnersreuth von 1661 bis zur Säkularisation in Bayern im Jahre 1803, bei der Aufhebung der klösterlichen Grundherrschaft, zum sogenannten Stiftland des Klosters Waldsassen, war dem Kloster untertänig und zu Steuer- und Frondiensten verpflichtet. Der heutige Weiler Schlössl, der ehemalige Ministarialensitz des Klosters Waldsassen, kam durch Kauf als Rittergut an die Herren von Waldenfels (Adelsgeschlecht), ein fränkisches Adelsgeschlecht.

### Heilquelle
Mitte des 18. Jahrhunderts wurde in Pechbrunn eine Heilquelle gefasst, die als „bei den Fixen“ bekannt war. Sie erhielt im Jahre 1916 als Silvana-Heilquelle die staatliche Anerkennung als Heilquelle. Das Mineralwasser wurde von der Firma Franken-Brunnen bis Anfang der 1990er Jahre mit der Stilllegung der Abfüllanlage in Pechbrunn in Süddeutschland vertrieben. Im Wappen des Ortes Pechbrunn wird sie rechts unten, vom Betrachter aus gesehen, als blaue Quelle unter einem grünen Tannenbaum in Silber, links begleitet von dem silberfarbigen Stab eines Abtes in Rot, dargestellt.

### Basaltabbau
Der erste Basaltabbau ist urkundlich für das Jahr 1880 belegt. Seit 1889 wird am Großen Teichelberg bei Pechbrunn auf einer vom Freistaat Bayern gepachteten Fläche hochwertiger Basalt abgebaut. Der Steinbruch wurde von der Firma Staudt & Comp. erschlossen und 1926 von der Basaltwerk Groschlattengrün GmbH übernommen. Als Folge der Namensänderung der Gemeinde erfolgte 1963 die Umbenennung in Basaltwerk Pechbrunn GmbH.

### Bahnanschluss
Am 1. Juni 1882 erhielt Pechbrunn mit der Eröffnung des Lückenschlusses Wiesau–Marktredwitz der Bahnstrecke Weiden–Oberkotzau einen Bahnhof. Da die kleine Ortschaft verwaltungsrechtlich nicht selbstständig war, erhielt er – wie auch die Poststation – den Namen Groschlattengrün. Bis zur Jahrhundertwende war die Bahnstrecke eingleisig, der Ausbau auf zwei Gleise bereitete Probleme. Der Bahnhof lag unmittelbar am Basaltwerk, das nicht versetzt werden konnte. Am 30. und 31. Oktober 1900 wurde das Empfangsgebäude von seinem Fundament abgetrennt, um vier Zentimeter angehoben und um zehn Meter nach Norden verschoben. Während dieser Aktion ging der Betrieb, auch im Gebäude, ohne nennenswerte Unterbrechungen weiter.

### Gemeinde Pechbrunn

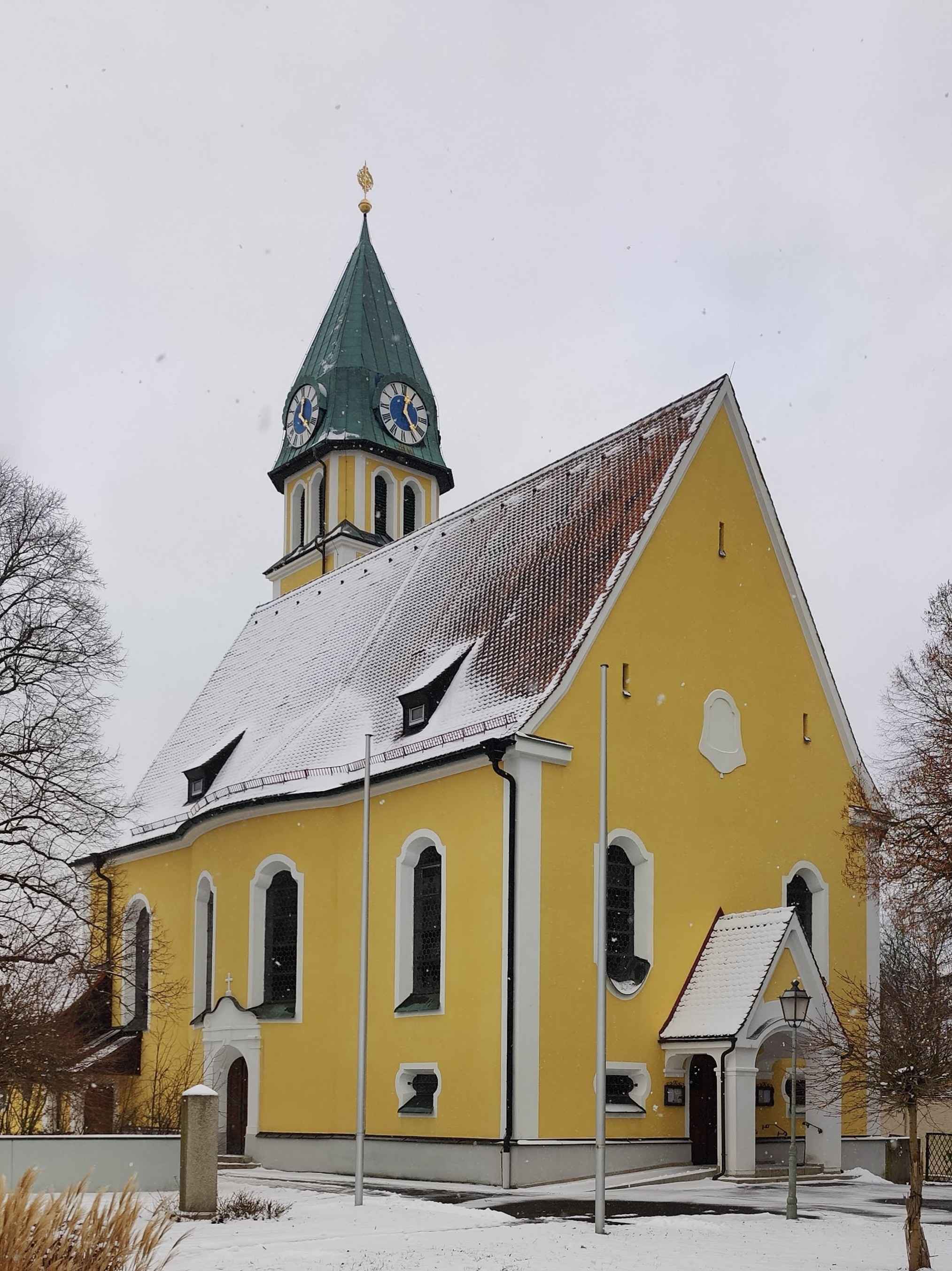
Herz-Jesu-Kirche

Bereits in den Jahren 1895 und 1897 versuchten die ortsansässigen Honoratioren, beim Königlichen Bezirksamt in Tirschenreuth die Bildung einer eigenständigen politischen Gemeinde Pechbrunn, unter Eingemeindung der Basaltwerksgrundstücke, zu erreichen. Hintergrund war der Umstand, dass der Grund, auf dem der Steinbruch lag, zu Pechbrunn gehörte, das Werk selbst zwar mitten in Pechbrunn, doch auf Grund und Boden der Ortschaft Oberteich lag. Das hatte zur Folge, dass soziale Unterstützungszahlungen für die Arbeiter des Steinbruchs von Pechbrunn geleistet werden mussten, die Gewerbesteuer aber nach Oberteich floss.
Nach 1918 wurde die Gemeindeverwaltung, 1916 das Standesamt nach Pechbrunn verlegt. Obwohl Pechbrunn mittlerweile der größte Ort im Gemeindebezirk geworden war, hieß die Gemeinde weiterhin Pechofen. Am 8. März 1961 beschloss der Gemeinderat schließlich die Umbenennung, die das Bayerische Staatsministerium des Inneren mit Schreiben vom 2. Februar 1962 vollzog. Die Poststation erhielt am 1. März 1962 den neuen Namen, der Bahnhof am folgenden 27. Mai.
Die Gemeinde bestand aus sieben Gemeindeteilen.
- Großbüchlberg
- Kleinbüchlberg
- Oberteich
- Ochsentränk
- Pechbrunn
- Pechofen
- Teichlberg

Seit dem Jahr 1913 besteht die katholische Herz-Jesu-Kirche. Seit 1954 steht auf einer Anhöhe über dem Ort die evangelische Friedenskirche.

### Eingemeindungen
Am 1. Juli 1972 wurde im Zuge der Gemeindegebietsreform die Gemeinde Groschlattengrün in Pechbrunn eingegliedert. Am 1. Mai 1978 kamen die Dörfer Großbüchlberg, Kleinbüchlberg, Oberteich, und Pechofen zu Mitterteich.

### Einwohnerentwicklung
Zwischen 1988 und 2018 sank die Einwohnerzahl von 1597 auf 1350 bzw. um 15,5 %.

## Politik

### Gemeinderat
Bei der Kommunalwahl 2020 wurde Stephan Schübel (CSU) mit 55,89 % der Stimmen zum Ersten Bürgermeister gewählt.
Der Gemeinderatswahlen seit 1996 ergaben folgende Sitzverteilungen:
| Partei/Liste          | Sitze | Sitze | Sitze | Sitze | Sitze |
| Partei/Liste          | 2020  | 2014  | 2008  | 2002  | 1996  |
| --------------------- | ----- | ----- | ----- | ----- | ----- |
| CSU                   | 7     | 7     | 7     | 7     | 5     |
| SPD                   | 4     | 5     | 5     | 5     | 7     |
| Bündnis 90/Die Grünen | 1     | 0     | 0     | 0     | 0     |

### Wappen
| Wappen von Pechbrunn | Blasonierung: „Gespalten von Rot und Silber; links ein linksgewendeter silberner Abtstab, rechts eine grüne Tanne, aus der unten eine blaue Quelle strömt.“ |
| Wappen von Pechbrunn | Das Wappen wird seit 1963 geführt. |

## Wirtschaft und Infrastruktur

### Betriebe
- Tagebau der Basaltwerk Pechbrunn GmbH (Die Abbaugenehmigung lief am 31. Dezember 2019 aus. Im Jahr 2020 erfolgte der Rückbau der technischen Anlagen, bis auf die letzten Einrichtungen in unmittelbarer Nähe an der Bahnlinie Marktredwitz – Regensburg.)

### Verkehr
Pechbrunn liegt an der Bahnstrecke Weiden–Oberkotzau. Am Bahnhof halten Züge der Oberpfalzbahn.
Die A 93 durchquert das Gemeindegebiet von Nordwest nach Südost. Nächstgelegene Anschlussstellen sind Mitterteich-Nord (AS 16) im Süd-Osten und Pechbrunn (AS 15) im Nord-Westen, beide knapp außerhalb des Gemeindegebietes.

## Söhne und Töchter der Gemeinde
- Alois Kardinal Grillmeier SJ (1910–1998), Sohn eines Landwirts in Pechbrunn und naher Verwandter der Therese Neumann, genannt Resl von Konnersreuth, über deren Mutter Anna, geborene Grillmeier.